# Michael Spindelegger
Michael Spindelegger (* 21. prosince 1959 Mödling) je bývalý rakouský politik. Působil v kabinetu kancléře Wernera Faymanna jako rakouský ministr zahraničí v letech 2008 až 2013 a jako ministr financí v letech 2013 až 2014. Navíc zastával funkci vicekancléře v letech 2011 až 2014. Spindelegger byl také vůdcem Rakouské lidové strany (ÖVP) v letech 2011 až 2014. V srpnu 2014 nečekaně rezignoval na všechny politické pozice. Od roku 2016 působí jako generální ředitel vídeňského Mezinárodního centra pro rozvoj migrační politiky.